# 羽紋繸鰈
羽紋繸鰈，為輻鰭魚綱鰈形目鰈亞目菱鰈科的其中一種，分布於印度西太平洋區，包括澳洲及紐西蘭海域，棲息深度120-900公尺，體長可達20公分，為底棲性魚類，屬肉食性，生活習性不明。